# Э̇
Cette page contient des caractères spéciaux ou non latins. S’ils s’affichent mal (▯, ?, etc.), consultez la page d’aide Unicode.
Le é point suscrit ou é point en chef (capitale Э̇, minuscule э̇) est une lettre de l'alphabet cyrillique utilisée en nénètse de la toundra et composée du é ‹ Э › et du point suscrit.

## Représentations informatiques
Le é point suscrit peut être représenté avec les caractères Unicode suivants :
- décomposé (cyrillique, diacritiques) :

| formes    | représentations | chaînes de caractères | points de code | descriptions                                            |
| --------- | --------------- | --------------------- | -------------- | ------------------------------------------------------- |
| capitale  | Э̇               | Э◌̇                    | U+042D U+0307  | lettre majuscule cyrillique é diacritique point en chef |
| minuscule | э̇               | э◌̇                    | U+044D U+0307  | lettre minuscule cyrillique é diacritique point en chef |